# Gressey
Gressey is een gemeente in het Franse departement Yvelines (regio Île-de-France) en telt 475 inwoners (1999). De plaats maakt deel uit van het arrondissement Mantes-la-Jolie.

## Geografie
De oppervlakte van Gressey bedraagt 7,1 km², de bevolkingsdichtheid is 66,9 inwoners per km².
De onderstaande kaart toont de ligging van Gressey met de belangrijkste infrastructuur en aangrenzende gemeenten.

## Demografie
Onderstaande figuur toont het verloop van het inwonertal (bron: INSEE-tellingen).